# Tragia bicolor
Tragia bicolor là một loài thực vật có hoa trong họ Đại kích. Loài này được Miq. miêu tả khoa học đầu tiên năm 1854.